# 披针叶桂木
披针叶桂木（学名：Artocarpus nitidus sp. griffithii）为桑科波罗蜜属下的一个亚种。

## 扩展阅读
- 維基物種上的相關：披针叶桂木